# Беговодъбска базилика
Беговодъбската базилика (на македонска литературна норма: Беговодабска базилика) е раннохристиянска православна базилика, чиито руини са открити край античната крепост Калата, край царевоселското село Дулица, Северна Македония.

## Местоположение
Базиликата е разположена в местността Бегов дъб на десния бряг на Брегалница, на 400 - 500 m западно от устието на река Каменица и на 3,5 km km от град Каменица.

## Описание
При разкопки на Археологическия музей в Скопие в 1968 - 1969 година са открити останките от трикорабна базилика с по 4 колони на стилобатите и трансепт. Широката апсида от източната страна е изтеглена във вътрешността на сградата, което я доближава до своеобразна кръстовидна. В олтарната част е запазен синтронът с масивна платформа за централната седалка, а пред него е разположена платформа за олтара с формата на кръст. Запазената основа на канцела показва, че олтарната преграда е минавала по ширината на централния кораб. Базиликата има добре запазен нартекс на западната страна, от който през трибелон се е влизало в наоса. От северната страна е разкрито отделение с банкети, а от западната страна - стена, опасваща църквата. Презвитериумът с пастофориите и наосът са покрити с гладка мазилка, а страничните кораби с печени тухли. Открита е богата декоративна архитектурна пластика.
Базиликата е от края на V и началото на VI век.
Непосредствено до базиликата са открити няколко гроба от разкопан преди това некропол. До атриума са проучени пет гроба с каменни конструкции, в които са намерени образци на качествени накити, които типологично и хронологично могат да бъдат свързани с най-старите образци на накити от големия некропол в Демир Капия, датирани в IX - X век.